# G.I. Joe: A Real American Hero
G.I. Joe: A Real American Hero (anche nota come Action Force nel Regno Unito e in Italia anche come G.I. Joe - Forza irresistibile) è una serie di action figure e di giocattoli di genere militare prodotta da Hassenfeld Brothers (in seguito Hasbro) a partire dal 1982 incentrata sul franchise G.I. Joe; venne prodotta dal 1982 al 1994, realizzando oltre 500 personaggi e oltre 250 veicoli e set di gioco; riprese poi nel 1997 per continuare con altre forme. ha ispirato anche due serie di cartoni animati e una serie di fumetti edita dalla Marvel Comics. La linea di giocattoli continua ad avere un ruolo importante nel franchise G.I. Joe della Hasbro. La linea proseguiva la precedente nota come G.I. Joe e venne caratterizzata da una riduzione di formato legata alla crisi del petrolio. La collezione ebbe un grande successo mondiale e, per pubblicizzarla ulteriormente, la Hasbro commissionò alla la realizzazione di una serie di cartoni animati e di fumetti; la Marvel scrisse le sceneggiature della serie televisiva animata che venne poi prodotta dalla Sunbow, una casa di proprietà congiunta di Hasbro e Sony Wonder, una sussidiaria della giapponese Sony.

## Storia
La linea venne realizzata come un revival dell'originale linea G.I. Joe degli anni sessanta e settanta; questa era caratterizzata da personaggi alti circa trenta centimetri (12 pollici) ed era ormai assente da alcuni anni quando si decise di riprodurla nel formato action figure di 3 pollici e 3/4 (9,52 cm) a seguito del successo di prodotti analoghi basati sul franchise Star Wars e Micronauts.
La linea di giocattoli nacque da un incontro casuale fra il CEO di Hasbro e il Presidente della Marvel, i quali, parlando delle rispettive attività, venne fuori che la Hasbro voleva riattivare il marchio su G.I. Joe, ma stavano cercando di trovare un nuovo approccio. Il presidente della Marvel gli disse che avevano i migliori creativi del mondo e che avrebbero potuto pensarci loro.
Prima del rilancio di G.I Joe nel 1982, Larry Hama stava sviluppando un'idea per un nuovo libro di fumetti chiamato Fury Force, che sperava sarebbe di pubblicare per la Marvel. La storia originale era incentrata sul personaggio di Nick Fury che riunisce una squadra di commando d'élite per combattere i terroristi neonazisti della HYDRA. Jim Shooter chiamò Hama per il progetto G.I. Joe per via del background militare di Hama, e il concept Fury venne adattato al progetto. Shooter suggerì alla Hasbro che G.I. Joe dovesse essere il nome della squadra e che avrebbero dovuto combattere i terroristi, mentre Archie Goodwin inventò Cobra e il Comandante Cobra; tutto il resto venne creato da Hama. Inizialmente Hasbro non era sicuro di produrre una serie di giocattoli anche per i cattivi, credendo che non avrebbe venduto; la Marvel suggerì poi anche l'inclusione di personaggi femminili e di veicoli.
Ogni personaggio aveva una propria biografia, scritta nella maggior parte dei casi da Hama, il quale trasse molte idee dalle sue esperienze nell'esercito americano. La premessa generale per la toyline ruota attorno a una squadra d'élite anti-terrorismo, chiamata in codice G.I. Joe, il cui scopo principale è difendere la libertà da Cobra, una spietata organizzazione terroristica determinata a governare il mondo.
Ogni anno, Hasbro e Marvel si incontravano per discutere dei giocattoli e del marketing e sia la linea di giocattoli che le serie a fumetti divennero un grande successo; la serie a fumetti divenne quello con più abbonamenti della Marvel mentre la gestione della serie televisiva fu un disastro finanziario.
Nel 1994 la Hasbro trasferì il controllo della linea e il marchio alla nuova divisione Kenner, che ne sospese la produzione sostituendola con la nuova G.I. Joe Extreme. Dopo un breve revival nel 1997 e nel 1998, la linea venne ripresa come "Real American Hero Collection" nel 2000. In tutti i casi vennero riutilizzati gli stampi precedenti e alcuni personaggi sono stati rinominati a causa di problemi di copyright. Un altro rilancio è stato fatto nel 2002 sotto il tema "G.I. Joe vs. Cobra" e sono stati introdotti nuovi disegni e personaggi.

## Fumetti
Nel 1982, quando Hasbro rilanciò il franchise di G.I. Joe, esso venne affiancato da una serie omonima edita dalla Marvel Comics. La serie venne negli anni edita da tre editori ed ebbe quattro diverse edizioni. La prima serie fu prodotta dalla Marvel tra il 1982 e il 1994, per 155 numeri affiancata da diversi titoli spin-off; la seconda e la terza serie vennero pubblicate dalla Devil's Due Productions dal 2001 al 2008, per 80 numeri, anche questa con diversi titoli spin-off; la serie venne ripresa una quarta volta nel 2010 dalla IDW Publishing la quale proseguì la numerazione della prima serie della Marvel, partendo con il n. 155 ½ e proseguita dal n. 156 scritta dallo scrittore Larry Hama, già autore dei testi per la Marvel nonché creatore di molte delle card legate alle action figure.
A metà degli anni 2000, la IDW lancia anche una serie nuova, un reboot che riparte da zero ambientando la storia ai tempi attuali (per l'epoca); questa collana partì bene e generò anche alcune serie spin-off, ma poi venne modificata e riavviata più volte, fino a sparire del tutto; tuttavia, i personaggi sopravvissuti vennero riciclati all'interno di altre serie le cui storie erano ambientate nello stesso universo creativo, una sorta di enorme continuity che comprendeva anche Transformers, Micronauti, M.A.S.K. e altre collane minori; i Joe vennero usati anche per crossover con altre case editrici e con serie native. L'ultima apparizione è nell'ultimo numero della serie "Optimus Prime", che chiude tutte le collane in attesa di un riavvio totale della continuity, da cui G.I. Joe inizialmente è escluso. Continua invece regolarmente la collana "A Real American Hero".
A ottobre 2019, parte una nuova collana dal titolo "G.I. Joe"; viene cambiata molto l'ambientazione: Cobra ha attaccato e conquistato gli Stati Uniti, e l'esercito ha ricevuto alla fine l'ordine di arrendersi; ma il generale Hawk decide di non passare l'ordine alla sua unità, che continua una resistenza sotterranea reclutando civili con poca o nessuna esperienza di guerra ma desiderosi di battersi.

## Cartoni animati
- G.I. Joe: A Real American Hero (1983-1984; 1985-1986): serie di 95 episodi prodotta dalla Marvel Productions e dalla Sunbow Productions;
- G.I. Joe: The Movie (1987): lungometraggio;
- G.I. Joe: A Real American Hero - Seconda Serie (1989-1992): serie di 44 episodi prodotta dalla DiC Entertainment.